# Jenynsia multidentata
Jenynsia multidentata és una espècie de peix pertanyent a la família dels anablèpids.

## Descripció
- La femella pot arribar a fer 6,56 cm de llargària màxima.
- 8-9 radis tous a l'aleta dorsal.
- 10 radis tous a l'aleta anal.[3]

## Hàbitat
És un peix d'aigua dolça, bentopelàgic i de clima temperat.

## Distribució geogràfica
Es troba a Sud-amèrica: des de Rio de Janeiro (el Brasil) fins al nord de l'Argentina.

## Observacions
És inofensiu per als humans.